# Diatrème
 (octobre 2024).
Si vous disposez d'ouvrages ou d'articles de référence ou si vous connaissez des sites web de qualité traitant du thème abordé ici, merci de compléter l'article en donnant les références utiles à sa vérifiabilité et en les liant à la section « Notes et références ».
Un diatrème (du grec diatrêma, perforation, dia = à travers) est une cheminée volcanique emplie de brèches volcaniques dues à des explosions. Ces explosions sont généralement la conséquence d'une vaporisation brutale d'eaux phréatiques lors de leur mise en contact avec des laves ascendantes.
Le débouché à la surface apparaît soit comme cratère d'explosion de type maar, soit comme un cône de tuf volcanique. Le produit résultant peut aussi être une roche du type pépérite.

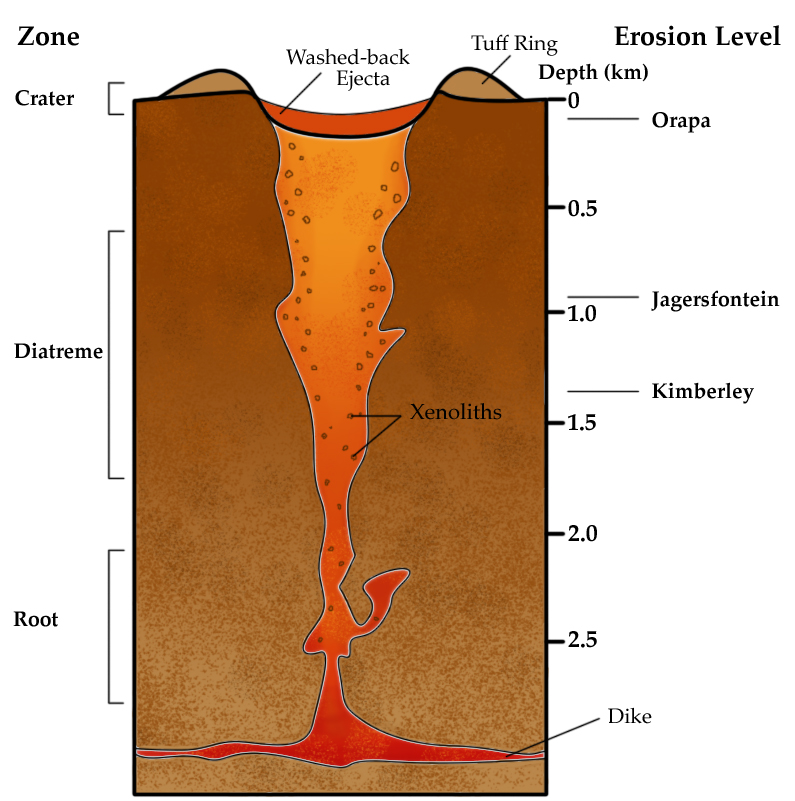
Vue en coupe d'un diatrème.
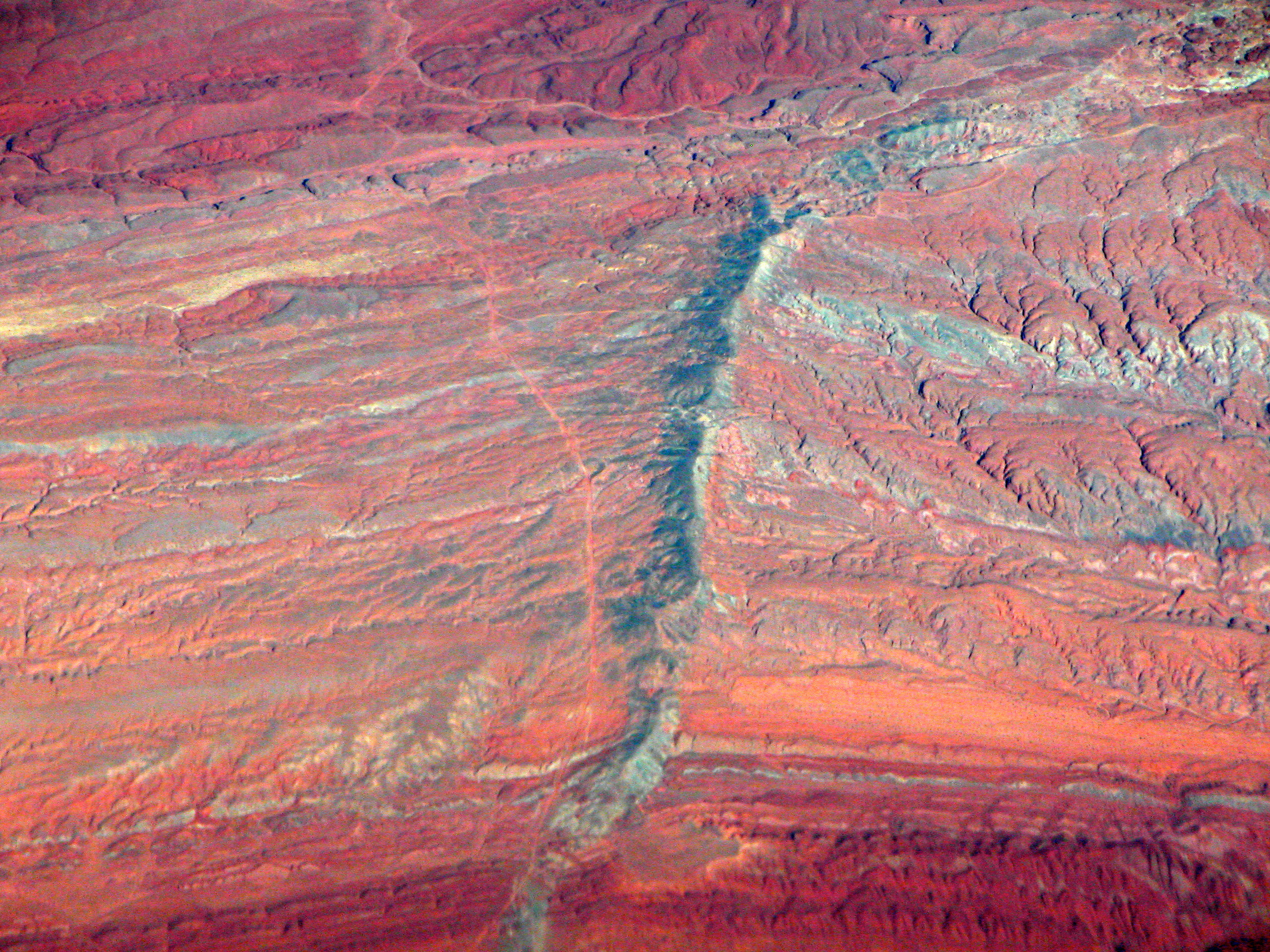
Le diatrème Moses Rock Dike, à Cane Valley dans l'Utah (États-Unis), en 2006.
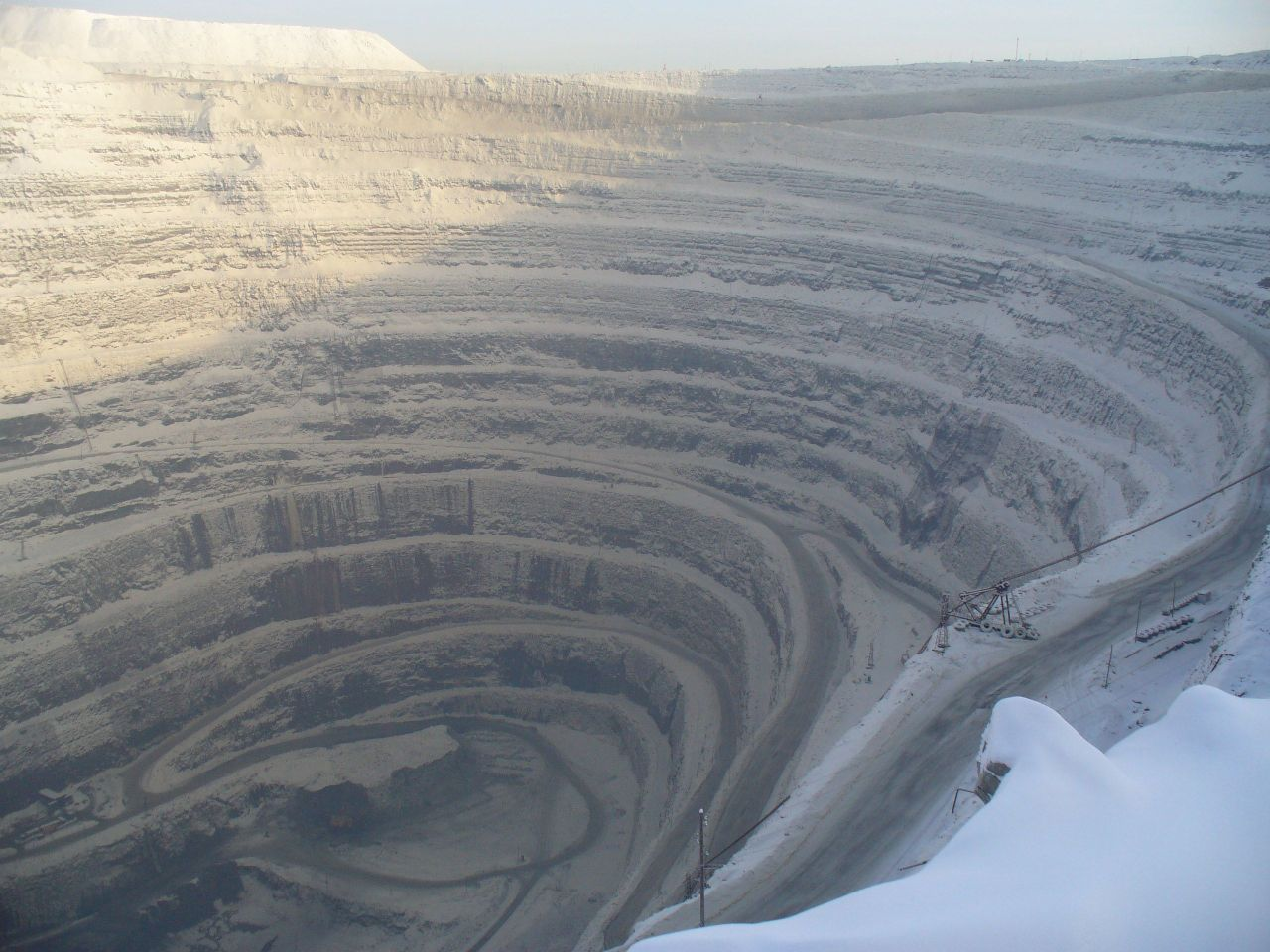
Les diatrèmes sont les gisements typiques de diamants. Leur exploitation aboutit à des puits caractéristiques (ici Oudatchnaïa, en Russie).